# Boeing 707

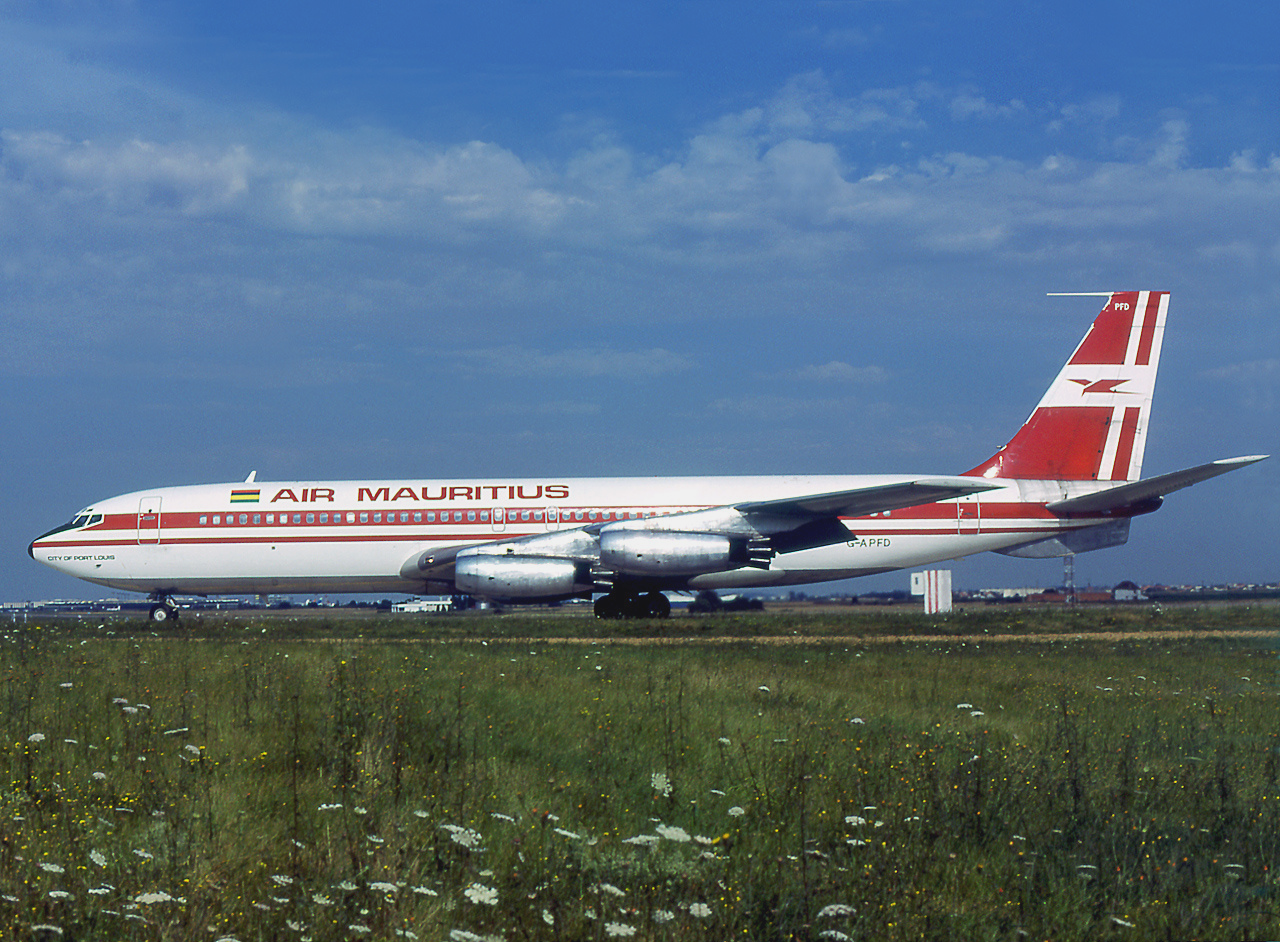
Un Boeing 707-420 della Air Mauritius all'aeroporto di Parigi-Orly (1978)

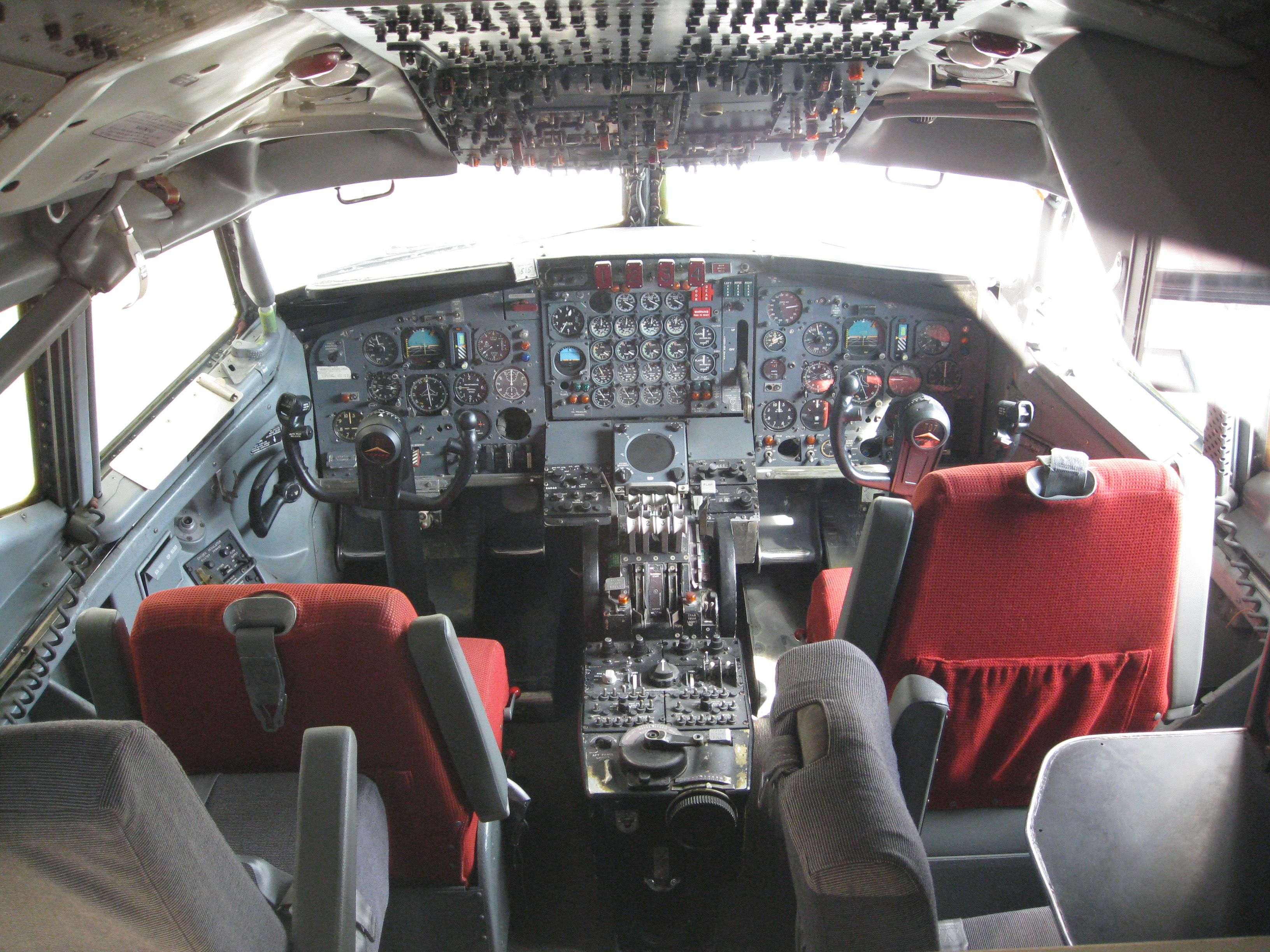
Cockpit del Boeing 707-123 B (1959)

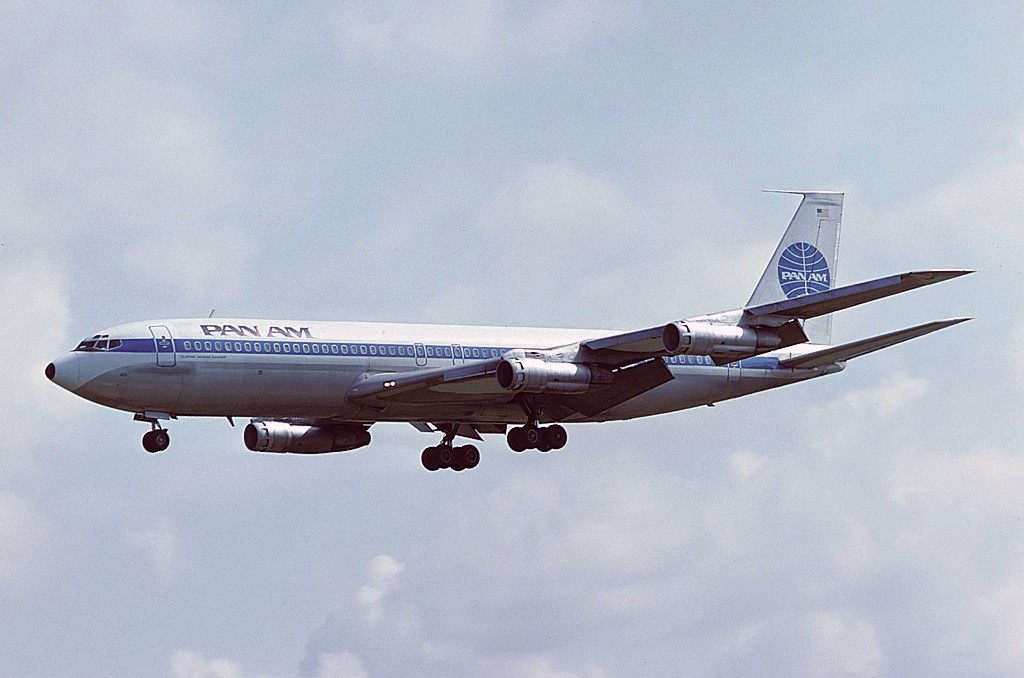
Un Boeing 707 della Pan Am

Il Boeing 707 è un aereo di linea di media grandezza, a fusoliera stretta, dedicato alle rotte a lungo raggio, con quattro motori a reazione, sviluppato e costruito dalla statunitense Boeing Commercial Airplanes dal 1958 al 1979. Il suo nome viene comunemente pronunciato come seven oh seven. Le varie versioni del velivolo possiedono una capacità che varia da 140 a 219 passeggeri e un'autonomia da 4 630 km a 10 650 km.
Sebbene non sia stato il primo jet commerciale a entrare in servizio (il primo fu il de Havilland DH.106 Comet), fu il primo aereo di linea di successo e molti lo considerano come il modello che trainò l'aviazione commerciale nell'era del jet. Il 707 è caratterizzato da un'ala bassa a freccia con motori esterni. Grazie a esso Boeing si attestò come uno dei più grandi produttori di aerei passeggeri e fu il primo della serie di aerei di linea a denominazione "7x7". In seguito i modelli 720, 727, 737 e 757 condivisero alcuni elementi del design della fusoliera del 707.
Il 707 è stato sviluppato a partire dal Boeing 367-80, un prototipo di jet che aveva volato per la prima volta nel 1954. Una fusoliera di sezione più ampia e altre modifiche hanno portato alla produzione iniziale del 707-120, alimentato da motori turbogetto Pratt & Whitney JT3C, che ha effettuato il primo volo il 20 dicembre 1957.
La Pan American World Airways ha iniziato il regolare servizio con il 707 il 26 ottobre 1958. I modelli derivati successivi hanno incluso il 707-138, dedicato al lungo raggio e dalle dimensioni accorciate e il 707-320 allungato, entrambi i quali sono entrati in servizio nel 1959.
La variante più piccola, Boeing 720, destinata al corto raggio è stata introdotta nel 1960. Il 707-420, una versione allungata del 707 con motori turboventola Rolls-Royce Conway, ha fatto il suo esordio nel 1960, mentre la motorizzazione con Pratt & Whitney JT3D è stata introdotta sui modelli 707-120B e 707-320B rispettivamente nel 1961 e nel 1962.
Il 707 è stato utilizzato su voli nazionali, transcontinentali e transatlantici, oltre che come aereo da trasporto e per applicazioni militari. Un modello convertibile passeggeri-cargo, il 707-320C, è entrato in servizio nel 1963 e aerei 707 passeggeri sono stati modificati per configurazioni adatte al trasporto merci. Dalla sua cellula sono stati derivati molti aerei militari, come l'aerocisterna KC-135 Stratotanker o gli AWACS E-3 Sentry e IAI Phalcon.
La Boeing ha prodotto e consegnato 1 010 esemplari, nei quali sono inclusi anche quelli della serie più piccola 720.

## Storia del progetto
Agli inizi degli anni cinquanta la Boeing iniziò degli studi per sviluppare un aereo di linea dotato di motori a getto, anche se l'idea risaliva al 1946. L'industria di Seattle aveva già una discreta esperienza con il nuovo tipo di motorizzazione: dopo la fine della guerra aveva avuto accesso agli studi tedeschi sui motori a jet e sul miglior tipo di ala da utilizzare (a freccia, spesso di 45°) e grazie a questo aveva sviluppato il primo bombardiere a reazione americano, il B-47 Stratojet.
Questo aereo definì nuovi standard tecnologici che vennero impiegati anche nello studio del nuovo aereo civile. L'azienda partì dal progetto 367, conosciuto come C-97 Stratofreighter, elaborandone diverse configurazioni: l'USAAF però non era interessata a un successore del C-97 e il mercato civile era ancora molto diffidente nei confronti degli aerei di linea con propulsione a jet. La Boeing decise comunque di portare avanti il progetto, autorizzando una spesa di 16 milioni di dollari dell'epoca prelevati direttamente dalle casse dell'azienda e soprattutto senza avere in mano nessun ordine. La decisione venne però presa quando si era già giunti alla versione definitiva del progetto, dopo intensi studi sperimentali condotti solo sulla carta e nella galleria del vento.
La designazione interna del velivolo era Model 360-80, conosciuto anche con il soprannome Dash 80: ci vollero meno di due anni dal progetto (dal 1952) alla presentazione del prototipo (realizzato in gran segreto), il 14 maggio 1954. Questo prototipo, che volò il 15 luglio dello stesso anno dall'aeroporto di Renton, Seattle, fu la base sia per la futura aerocisterna dell'USAF KC-135 sia per il 707. I motori erano i Pratt & Whitney JT3C che erano la versione civile dei J57 usati su molti aerei militari dell'epoca, come il B-47, l'F-100, F-101, F-102 e B-52. Una decisione tardiva e piuttosto costosa fu quella di allargare la fusoliera di 150 mm rispetto all'originale 367-80; per tale motivo il KC-135 era un po' più largo del Douglas DC-8.
Il 707 era un connubio tra il Model 367 e il B-47, i due modelli che avevano ispirato i progettisti. La struttura e la capacità della fusoliera erano le stesse del 367, mentre l'ala, con una freccia di 35°, e i motori, in versione commerciale, erano gli stessi del B-47. Per evitare interferenze con i gas di scarico dei motori, gli ipersostentatori erano divisi in due sezioni per ogni semiala. Anche gli alettoni erano sdoppiati: una coppia funzionava alla velocità di crociera mentre l'altra durante le fasi di decollo e atterraggio; ulteriori superfici di controllo erano le due coppie di aerofreni, che potevano essere utilizzate anche come alettoni.
Il Dash 80 era solo un prototipo che venne utilizzato per l'intenso ciclo di collaudi, ma rimase di proprietà della Boeing fino agli anni 1970, la quale lo utilizzò per i vari successivi esperimenti su cellule e motori.
Il primo ordine lo piazzò l'USAAF per 29 esemplari da impiegare come aerocisterne (con il nome di KC-135): l'ordine fu importante non solo perché la Boeing poteva ora ripagarsi delle spese, ma soprattutto perché "sbloccò" il mercato civile e le compagnie cominciarono a ordinare il nuovo aeromobile.
La Pan Am fu la prima compagnia aerea a impiegare il 707; il primo volo commerciale avvenne il 26 ottobre 1958 da New York a Parigi. Il 707 divenne rapidamente il più popolare aereo di linea, tagliando fuori dal mercato il suo principale rivale, il DC-8.
Per raggiungere una posizione di dominio del mercato degli aerei commerciali, la Boeing venne rapidamente incontro ai desideri dei clienti. La versione standard di produzione, la 707-120, aveva i motori JT3C; la Qantas ordinò una versione con una fusoliera più corta chiamata 707-138, mentre la Braniff International Airways ordinò una versione con i motori potenziati JT4A, chiamata 707-220. La versione più prodotta fu la 707-320, con apertura e corda alare maggiorata.
Tuttavia all'inizio della sua vita operativa il 707 non era privo di problemi: come tutti i primi jet poteva essere silenzioso per i passeggeri, ma non si poteva dire lo stesso per gli abitanti delle zone circostanti agli aeroporti; inoltre la serie 120 montava motori inadatti: i turbojet Pratt & Whitney JT3C dovevano ricevere un'iniezione d'acqua per produrre abbastanza spinta in decollo e consentivano un'autonomia di soli 4 800 km. Per tali motivi il nuovo modello 707-420 fu dotato di propulsori turbofan Rolls-Royce Conway, più affidabili del jet puro, innalzando l'autonomia a 7 200 km.

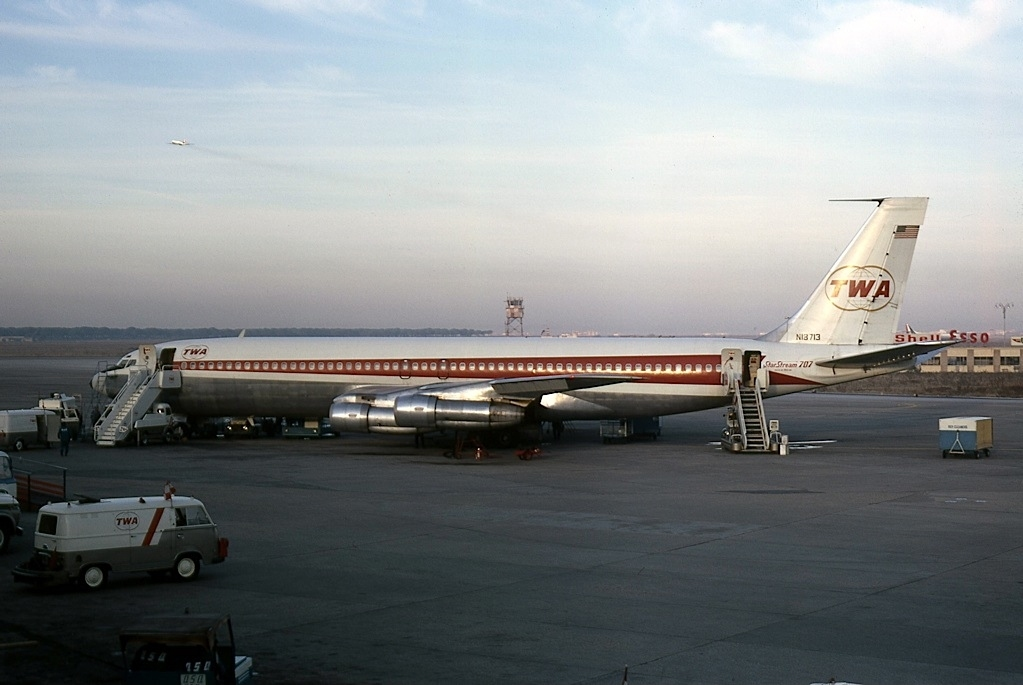
Un Boeing 707 della Trans World Airlines nel novembre 1968 a Fiumicino

Molte delle versioni successive gestivano il consumo di carburante in modo più efficiente, impiegavano motori più silenziosi, i JT3D, e avevano flap sul bordo d'uscita dell'ala in modo da migliorare le prestazioni di decollo e atterraggio. Queste versioni erano denotate dal suffisso "B" dopo il numero di versione; ad esempio 707-120B e 707-320B. Una particolarità era il sistema con cui era montato il motore esterno di sinistra, diverso dagli altri tre.
Dalla fine degli anni sessanta la crescita esponenziale dei viaggi aerei rese il 707 inadatto alle rotte per le quali era stato progettato poiché divenne troppo piccolo per il numero di passeggeri da trasportare. L'allungamento della fusoliera non era una soluzione praticabile perché sarebbe stato necessario adottare motori più potenti, che avrebbero reso necessaria la riprogettazione del carrello d'atterraggio, cosa non fattibile a causa della limitata altezza da terra del velivolo. La soluzione della Boeing per questo problema fu la realizzazione del primo aereo a doppio ponte, il 747. Inoltre la prima generazione di 707 stava rapidamente diventando obsoleta in termini di rumore e consumo di carburante.
La produzione della versione passeggeri del 707 terminò nel 1978: in totale ne furono costruiti 1 010 per usi civili. Le versioni militari derivate invece rimasero in produzione fino al 1991.
Il 707 ha anche conquistato diversi primati: tra i più importanti, quello battuto il 23 febbraio 1960, quando sfruttando una velocissima corrente aerea ad alta quota (oltre 230 km/h), un 707-320 della Pan Am percorse i 3 033 km tra Tokyo e Hong Kong a una velocità di 1 233 km/h.
Alcune tracce del progetto del 707 rimangono ancora oggi negli attuali aerei della Boeing, specialmente nel 737, che usa una versione modificata della fusoliera del 707. Il 727 e il 757 essenzialmente usano la stessa fusoliera ma allungata o accorciata in base alla versione. Il 737 e il 727 usano anche lo stesso muso e la stessa configurazione del cockpit del 707.

## Impiego operativo

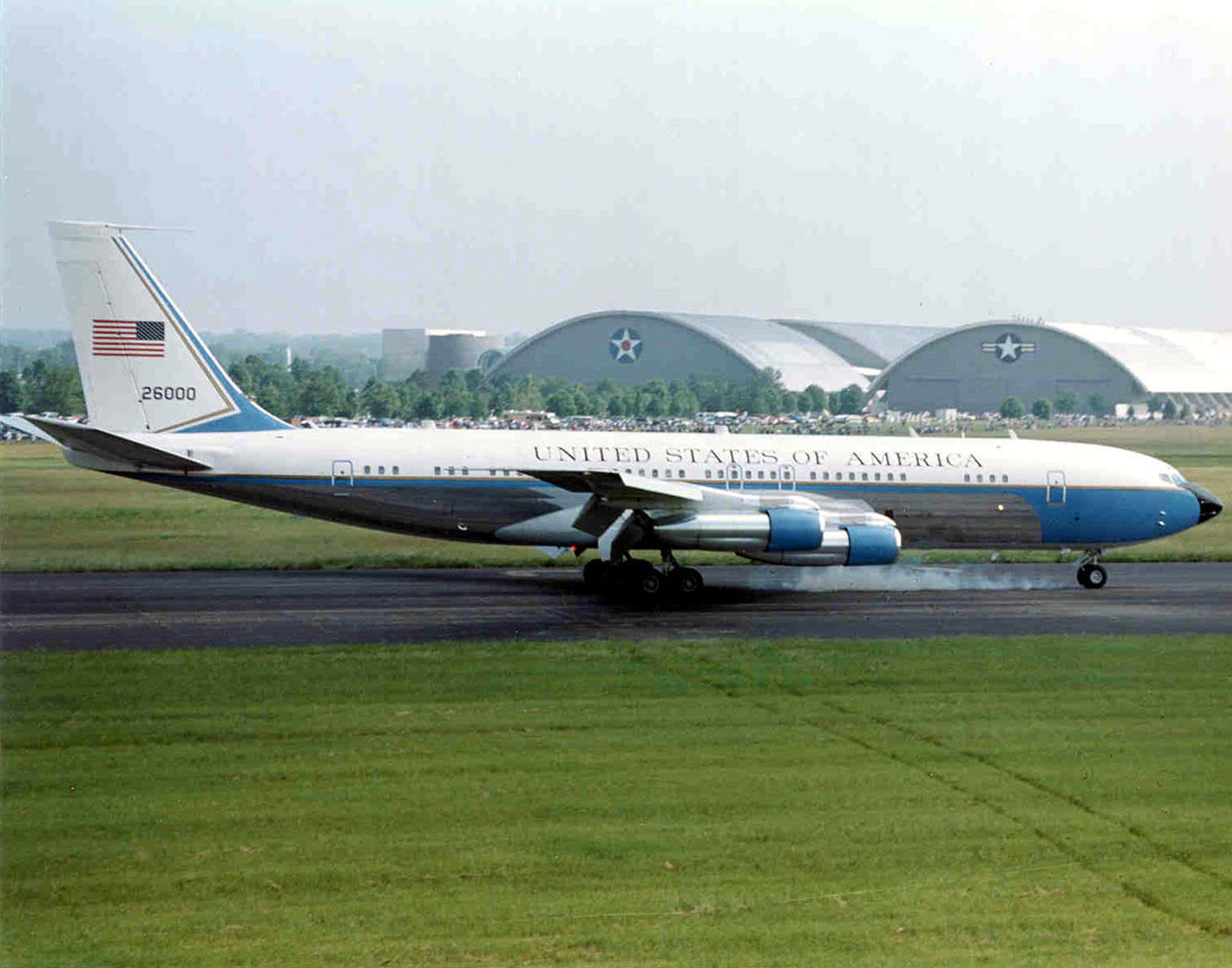
Il 707 rinominato VC-137 impiegato come Air Force One

I primi due aerei che vennero impiegati come Air Force One furono due 707 appositamente costruiti, designati dall'USAF come VC-137, che vennero impiegati anche per il trasporto delle maggiori cariche statali in viaggi ufficiali. Anche altre nazioni impiegarono il 707 come trasporto VIP, tra cui Arabia Saudita, Argentina, Brasile, Cile, Congo, Egitto, Giordania, Indonesia, Israele, Italia, Libia, Marocco, Pakistan, Romania, Sudan e Venezuela.
La Royal Australian Air Force (RAAF) impiegò alcuni 707 appositamente modificati per il trasporto VIP, prima di rimpiazzarli con i Boeing Business Jet modificati. Tra gli operatori militari ci sono Angola, Canada, Colombia, Emirati Arabi Uniti, Germania, India, Iran, Jugoslavia, Paraguay, Perù, Portogallo, Spagna, Taiwan e Togo.

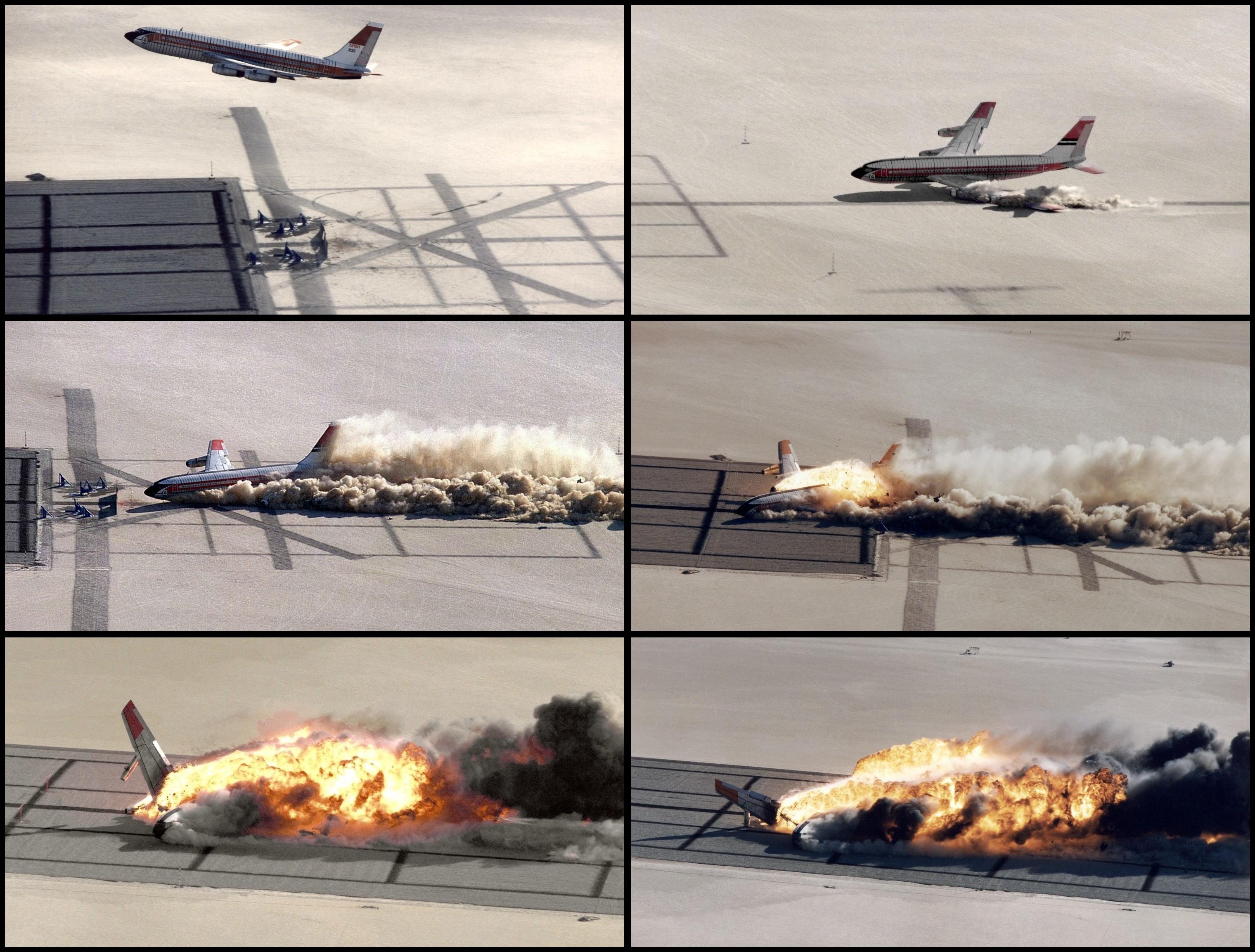
Il crash test Controlled Impact Demonstration del dicembre 1984, effettuato con un Boeing 720.

Nel dicembre 1984 venne condotto da parte della NASA e della FAA il particolare crash test Controlled Impact Demonstration con un 720 precedentemente usato per addestrare i piloti. Se ne ricavarono importanti informazioni circa la gestione degli incendi ai motori, la possibilità di usare nuovi combustibili sperimentali e possibili miglioramenti alle tecnologie e alle regole della sicurezza aerea.
Gli Stati Uniti e altri paesi amici della NATO, come il Sudafrica e Israele, hanno usato il 707 come piattaforma per sviluppare avanzati velivoli militari, come l'aerocisterna KC-135 o l'aereo AWACS E-3 Sentry, anche se molti di questi stanno venendo progressivamente ritirati dal servizio. Anche la RAAF li usa per rifornire in volo gli F-18 australiani, ma presto verranno sostituiti dagli Airbus A330 MRTT. Il 707 è anche la piattaforma per il progetto dell'USAF E-8 Joint STARS e quello della US Navy E-6 Mercury. L'USAF acquistò circa 250 Boeing 707 usati per fornire parti di ricambio per i KC-135: questo è anche uno dei motivi perché oggi ci sono così pochi 707 rispetto ai DC-8.
L'attuale codice cliente impiegato dalla Boeing per identificare speciali versioni dei propri aerei iniziò proprio con il 707 e venne mantenuto anche per i modelli successivi: ad esempio un 707-323 è un 707 della serie -300 della American Airlines, in quanto "23" è il codice cliente di questa compagnia.

## Versioni

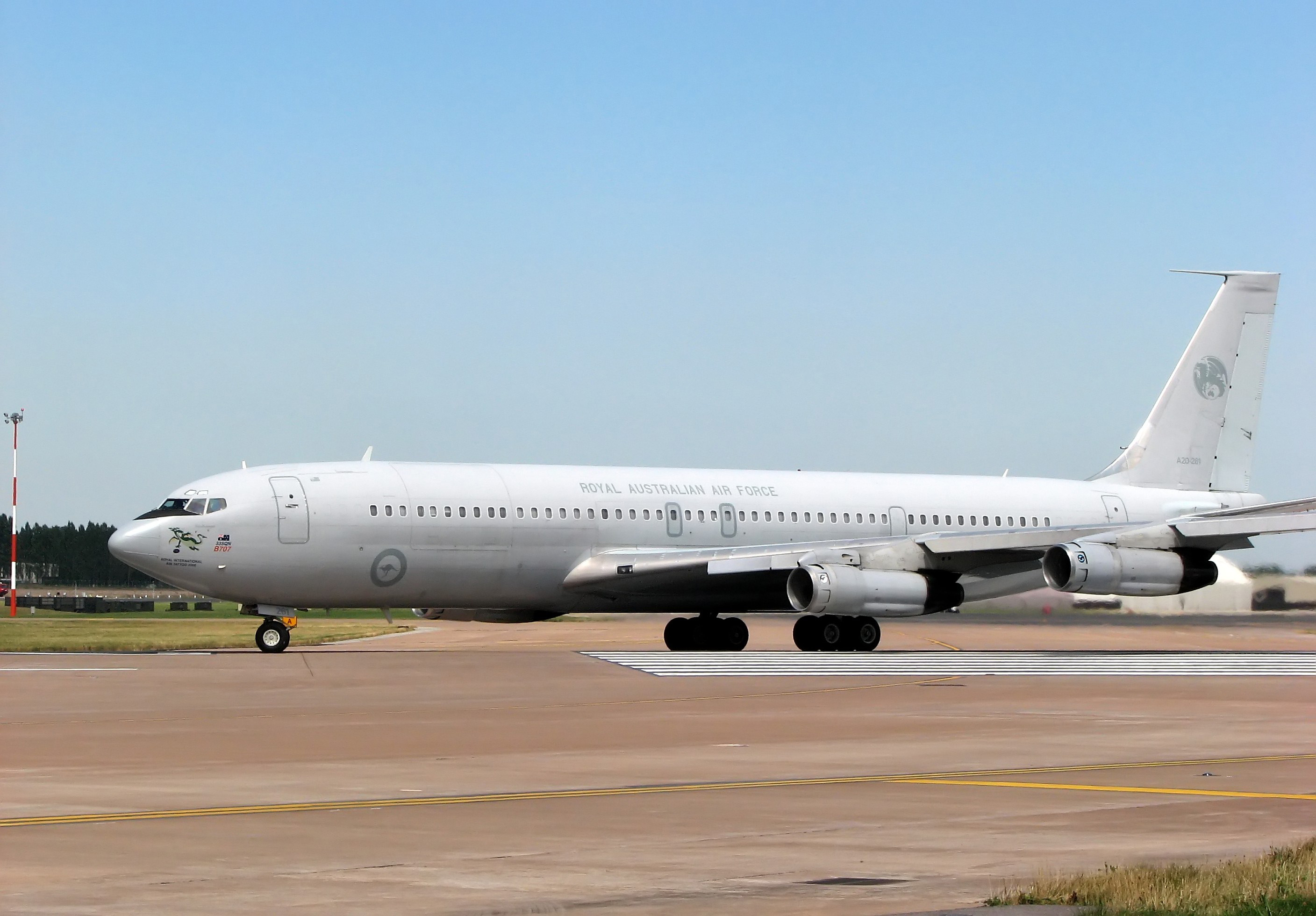
Un 707 della RAAF all'Air Tattoo del 2006

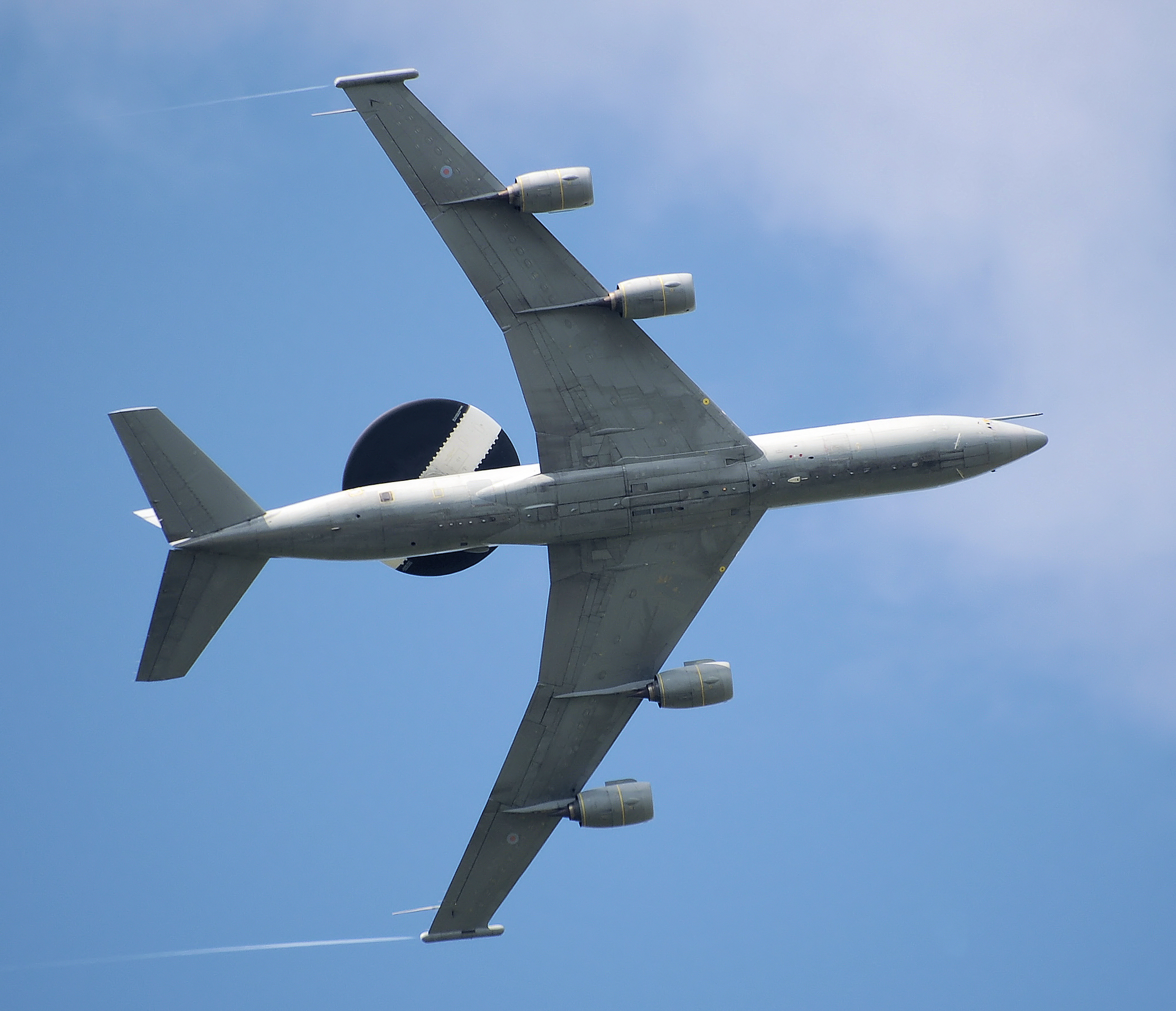
E-3 Sentry - radar volante ottenuto a partire dalla cellula del Boeing 707

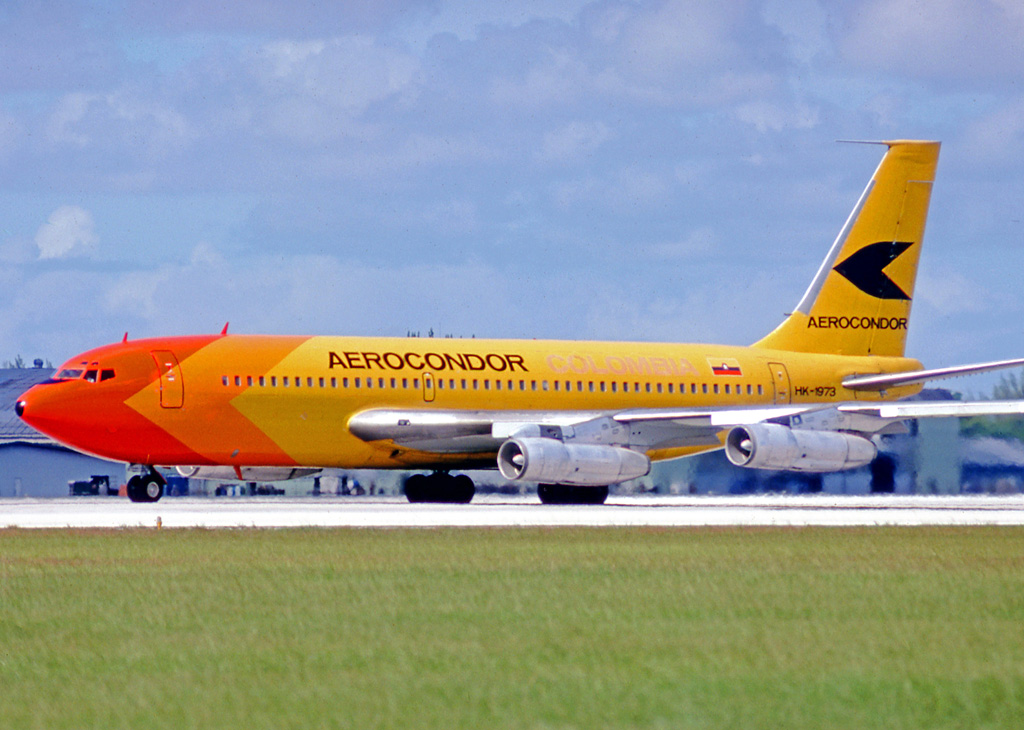
B720-032B di Aerocondor Colombia a Miami, 1975

Versioni prodotte ex novo:
- 707-120 - 56
- 707-120B - 72
- 707-138 - 7
- 707-138B - 6
- 707-220 - 5
- 707-320 - 69
- 707-320B - 174
- 707-320C - 337
- 707-420 - 37
- 707-E3A - 61
- 707-E3D - 7
- 707-E6A - 17
- 707-KE3 - 8
- 720-000 - 65
- 720-000B - 89

TOTALE: 1.010
Altre versioni realizzate da conversioni:
- Boeing C-137 Stratoliner
- Boeing C-18
- Boeing CC-137
- Boeing EC-135
- Boeing KC-135 Stratotanker
- Boeing NC-135
- Northrop Grumman E-8 Joint STARS
- VC-137C SAM 26000 e VC-137C SAM 27000 (Air Force One)
- IAI Phalcon 707

Descrizione:
- 367-80 (Dash-80): il prototipo originale per un jet da trasporto, usato poi per sviluppare il 707; era dotato di quattro motori Pratt & Whitney JT3C. Volò la prima volta il 15 luglio 1954.
- 707-120: la prima versione di produzione del 707, costruita in 56 esemplari. Aveva una fusoliera più lunga e una maggiore apertura alare rispetto al Dash-80; poteva trasportare al massimo 179 passeggeri. Questa versione fu progettata per le rotte transcontinentali e spesso c'era bisogno di uno scalo per il rifornimento per volare sul Nord Atlantico. Era dotata di quattro turbogetti Pratt & Whitney JT3C, versione civile del J57. Il primo volo fu il 20 dicembre 1957. La sottoversione più importante fu il 707-138 realizzato per la Qantas ("38" era il codice cliente della Qantas), che aveva una fusoliera leggermente più corta e una maggiore autonomia; 13 esemplari della serie -100 erano della sottoversione -138. Altri ordini importanti furono i 20 per la sottoversione 707-121 della Pan Am e i 30 della 707-123 per la American Airlines. La Pan Am avviò la carriera del 707 mettendoli in servizio il 26 ottobre 1958. Anche se venne usato su rotte transatlantiche per motivi di prestigio, essenzialmente era stato progettato per essere impiegato nel mercato interno statunitense.
- 707-120B: il primo grande aggiornamento del progetto, era motorizzato con i turbofan Pratt & Whitney JT3D, che erano più silenziosi, più potenti e consumavano di meno. Inoltre era stato dotato di altri slat sul bordo alare e la coda era più grande. Ne furono costruiti ex novo 72 esemplari e molti altri furono ottenuti dalle conversioni dei 707 della prima serie, inclusi quelli della Qantas, che vennero ridenominati 707-138B. Il primo volo di un 707-120B avvenne il 22 giugno 1960.
- 707-138: 7 esemplari costruiti.
- 707-138B: 6 esemplari costruiti.
- 707-220: versione progettata per operare in zone molto umide ed elevate; era dotato dei più potenti Pratt & Whitney JT4A-3 ma ne furono realizzati solo 5 esemplari. Furono tutti impiegati dalla Braniff International Airways. Questa versione divenne obsoleta con l'introduzione dei motori turbofan.
- 707-320 Intercontinental: una versione allungata del modello originale, motorizzata con i turbogetti JT4A-3; poteva trasportare fino a 189 passeggeri e grazie al carburante aggiuntivo, stivato nell'ala allungata, l'autonomia fu aumentata di 1 600 miglia (2 600 km), permettendo all'aereo di essere impiegato su rotte oceaniche. Volò la prima volta l'11 gennaio 1958 e ne furono prodotti 69 esemplari.
- 707-320B: anche la versione allungata venne aggiornata ai nuovi standard, utilizzando gli stessi JT3D-3 e le stesse modifiche alla cellula; anche il peso massimo al decollo fu aumentato. Furono prodotti ex novo 174 esemplari della versione -320B. La designazione USAF per la versione cargo del 707-320B era C-18. Un 707-353B fu adottato dall'USAF e ridesignato VC-137C per essere usato come trasporto presidenziale. Uno degli ultimi ordini fu da parte del governo iraniano per 14 707-3J9C da impiegare come trasporto VIP, comunicazioni e aerocisterna. La 707-320B Advanced è un ulteriore aggiornamento per gli aerei della serie -320B, che aggiungeva il nuovo bordo alare dei modelli -300C ai più vecchi -300B.
- 707-320C: versione che poteva essere convertita da trasporto passeggeri a trasporto cargo; nell'ultimo periodo era la variante più prodotta. La -300C aveva un pavimento rinforzato e un nuovo portello di carico rispetto alla -300B. Di questa versione furono costruiti 337 esemplari, inclusi alcuni con motori JT3D-7 e un maggiore peso massimo al decollo. Nonostante fosse una versione convertibile, alcuni di questi furono consegnati come puri aerei merci.
- 707-420: una versione del 707-300C prodotta specificatamente per la BOAC, motorizzata con i turbofan Rolls-Royce Conway; ne furono costruiti 37 in questa configurazione.
- 707-E3A: Boeing E-3 Sentry 61 esemplari costruiti.
- 707-E3D: Boeing E-3 Sentry 7 esemplari costruiti.
- 707-E6A: Boeing E-6 Mercury 17 esemplari costruiti.
- 707-KE3: Boeing E-3 Sentry 8 esemplari costruiti.
- 720-000: originariamente designato come 707-020 ma successivamente cambiato per motivi di marketing, era una modifica del 707-120 per operare su tratte medie da piste corte. Era più leggero e veloce del 707 e aveva un'ala più semplice. Non ebbe un grandissimo successo di vendita, ma era comunque conveniente per i bassi costi di ricerca e sviluppo visto che era un adattamento a versioni esistenti. Per un certo periodo era conosciuto come 717, anche se questa sigla non fu ufficialmente usata fino a quando non venne applicata all'MD-95 dopo la fusione tra la Boeing e la McDonnell Douglas. Il 720 fu impiegato fino a quando non venne rimpiazzato nel mercato dal 727. Volò la prima volta il 23 novembre 1959 e ne furono costruiti 65 ex novo.
- 720-000B: versione motorizzata con i turbofan JT3D-1-MC6 del 720. Ne furono realizzati 89 ex-novo oltre alla conversione degli esistenti 720.
- 707-700: versione usata per studiare la possibilità di impiegare i motori CFM International CFM56 sulla cellula di un 707 e possibilmente adottarli per gli aerei esistenti. Dopo un test nel 1979, gli ultimi 707 commerciali furono portati alla versione -320C e consegnati all'aeronautica militare marocchina come aereo cisterna tramite un ordine "civile". La Boeing abbandonò poi il programma perché avrebbe potuto entrare in competizione con il nuovo Boeing 757. Le conoscenze acquisite con questo programma portarono comunque all'adozione dei CFM56 da parte dei modelli militari C-135/KC-135R, e anche altre versioni militari impiegarono tali motori. Ironicamente la serie "Super 70" del DC-8 venne adattata meglio in termini dei nuovi standard di rumorosità, e oggi sono in servizio più DC-8 che 707.

## Dati tecnici
| Dati                                    | 707-120B                       | 707-320/420                    | 707-320B                       | 707-320C                       | 720                            | 720B                           |
| --------------------------------------- | ------------------------------ | ------------------------------ | ------------------------------ | ------------------------------ | ------------------------------ | ------------------------------ |
| Codice ICAO                             | B701                           | B703                           | B703                           | B703                           | B707                           | B707                           |
| Codice IATA                             | 701                            | 703                            | 703                            | 70M                            | 707                            | 707                            |
| Equipaggio in cabina di pilotaggio      | 2 piloti e 1 ingegnere di volo | 2 piloti e 1 ingegnere di volo | 2 piloti e 1 ingegnere di volo | 2 piloti e 1 ingegnere di volo | 2 piloti e 1 ingegnere di volo | 2 piloti e 1 ingegnere di volo |
| Capacità massima passeggeri             | 174                            | 189                            | 189                            | 194                            | 149                            | 149                            |
| Lunghezza totale                        | 42,32 m                        | 46,61 m                        | 46,61 m                        | 46,61 m                        | 41,50 m                        | 41,68 m                        |
| Diametro cabina                         | 3,22 m                         | 3,22 m                         | 3,22 m                         | 3,22 m                         | 3,22 m                         | 3,22 m                         |
| Diametro fusoliera                      | 3,76 m                         | 3,76 m                         | 3,76 m                         | 3,76 m                         | 3,76 m                         | 3,76 m                         |
| Larghezza piano orizzontale             | 13,21 m                        | 13,94 m                        | 13,94 m                        | 13,94 m                        | 13,21 m                        | 13,21 m                        |
| Apertura alare                          | 39,88 m                        | 43,40 m                        | 44,42 m                        | 44,42 m                        | 39,88 m                        | 39,88 m                        |
| Superficie alare                        | 226,3 m²                       | 283,0 m²                       | 283,0 m²                       | 283,0 m²                       | 234,0 m²                       | 234,0 m²                       |
| Freccia alare                           | 35°                            | 35°                            | 35°                            | 35°                            | 35°                            | 35°                            |
| Altezza fusoliera                       | 5,59 m                         | 5,66 m                         | 5,66 m                         | 5,66 m                         | 5,54 m                         | 5,59 m                         |
| Altezza totale                          | 12,70 m                        | 12,85 m                        | 12,83 m                        | 12,80 m                        | 12,62 m                        | 12,55 m                        |
| Passo                                   | 15,95 m                        | 17,98 m                        | 17,98 m                        | 17,98 m                        | 15,44 m                        | 15,44 m                        |
| Peso operativo a vuoto (OEW)            | 57 600 kg                      | 64 600 kg                      | 67 500 kg                      | 70 500 kg                      | 50 300 kg                      | 52 200 kg                      |
| Peso massimo senza carburante (MZFW)    | 77 200 kg                      | 86 300 kg                      | 88 500 kg                      | 104 400 kg                     | 63 000 kg                      | 70 800 kg                      |
| Peso massimo durante il rullaggio (MTW) | 117 100 kg                     | 143 500 kg                     | 152 500 kg                     | 152 500 kg                     | 104 400 kg                     | 106 700 kg                     |
| Peso massimo al decollo (MTOW)          | 117 000 kg                     | 141 700 kg                     | 151 500 kg                     | 151 500 kg                     | 104 000 kg                     | 106 000 kg                     |
| Peso massimo all'atterraggio (MLW)      | 86 300 kg                      | 94 000 kg                      | 97 500 kg                      | 112 100 kg                     | 79 500 kg                      | 79 500 kg                      |
| Carico utile massimo                    | 19 300 kg                      | 32 500 kg                      | 21 000 kg                      | 34 000 kg                      | 12 710 kg                      | 18 610 kg                      |
| Capacità cargo                          | 47,4 m³                        | 50,2 m³                        | 50,2 m³                        | 48,4 m³                        | 39,1 m³                        | 39,1 m³                        |
| Capacità massima carburante             | 65 590 L                       | 90 160 L                       | 90 290 L                       | 90 290 L                       | 60 900 L                       | 61 300 L                       |
| Velocità di crociera                    | 0,80 Mach (987,84 km/h)        | 0,80 Mach (987,84 km/h)        | 0,80 Mach (987,84 km/h)        | 0,80 Mach (987,84 km/h)        | 0,80 Mach (987,84 km/h)        | 0,80 Mach (987,84 km/h)        |
| Velocità massima                        | 0,82 Mach (1 012,54 km/h)      | 0,82 Mach (1 012,54 km/h)      | 0,82 Mach (1 012,54 km/h)      | 0,82 Mach (1 012,54 km/h)      | 0,82 Mach (1 012,54 km/h)      | 0,82 Mach (1 012,54 km/h)      |
| Autonomia                               | 4 700 nmi 8 704 km             | 4 850 nmi 8 982 km             | 5 700 nmi 10 556 km            | 5 700 nmi 10 556 km            | 3 800 nmi 7 037 km             | 4 750 nmi 8 797 km             |
| Quota di tangenza                       | 42 000 ft (12 800 m)           | 42 000 ft (12 800 m)           | 42 000 ft (12 800 m)           | 42 000 ft (12 800 m)           | 42 000 ft (12 800 m)           | 42 000 ft (12 800 m)           |
| Motori (x4)                             | PW JT3D-3                      | PW JT4A-11 RCo.12              | PW JT3D-3B                     | PW JT3D-3B                     | PW JT3C-7                      | PW JT3D-1                      |
| Spinta (x4)                             | 64-80 kN                       | 66-78 kN 65-78 kN              | 73-80 kN                       | 73-80 kN                       | 44-53 kN                       | 64-80 kN                       |

## Utilizzatori
Non resta più alcun 707 in servizio commerciale: tutti i velivoli operativi sono privati, governativi o militari, e per lo più svolgono funzioni AWACS e tanker. L'ultimo in servizio commerciale (cargo) ha subito un incidente nel gennaio 2019 in Iran, nel quale sono morte 15 persone.
L'ultimo volo passeggeri commerciale è stato effettuato da parte di Saha Airlines nel 2013, prima che la compagnia venisse temporaneamente sospesa dalla Civil Aviation Organization of Iran a causa della flotta di aerei divenuta troppo antiquata.
Al giugno 2023, dei 1 010 esemplari prodotti, 557 sono operativi. Il Boeing 707 non è più in produzione, tutti i velivoli ordinati sono stati consegnati.
Gli utilizzatori sono:
- Forza Aerea degli Stati Uniti d'America (467 esemplari)
- Marina degli Stati Uniti d'America (16 esemplari)
- Forza Aerea della Francia (15 esemplari)
- Organizzazione del Trattato dell'Atlantico del Nord (14 esemplari)
- Forza Aerea dell'Arabia Saudita (13 esemplari)
- Forza Aerea dell'India (1 esemplare)
- Forza Aerea del Cile (4 esemplari)
- Forza Aerea di Israele (7 esemplari)
- Forza Aerea dell'Iran (6 esemplari)
- Forza Aerea del Regno Unito (3 esemplari)
- Suid-Afrikaanse Lugmag (4 esemplari)[14]
- Forza Aerea del Venezuela (1 esemplare)

## Curiosità

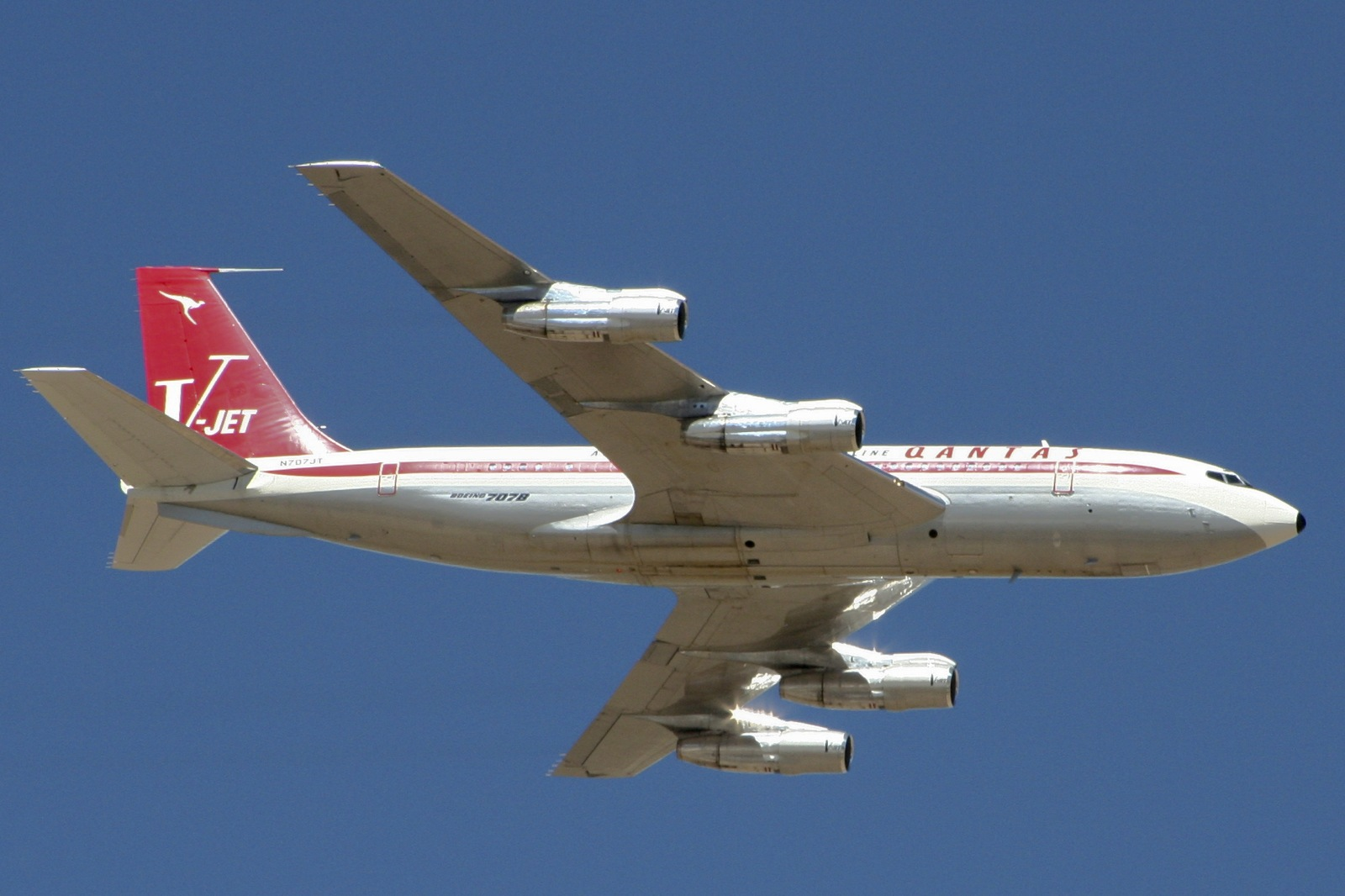
Il 707 di proprietà di John Travolta, ancora con la livrea di Qantas

- L'attore statunitense John Travolta ha posseduto, ed era abilitato a pilotare, un 707-138B appartenuto a Qantas, con marche N707JT. L'aereo è stato donato nel 2017 allo HARS di Albion Park, in Australia.[15]
- Il 6 agosto 1955 un pilota collaudatore della Boeing, Alvin "Tex" Johnston, eseguì due "tonneaux a botte" con il Dash-80 a 500 piedi di quota. La storia venne resa nota con un video prodotto dal National Air and Space Museum in collaborazione con lo Smithsonian Institution nel 1992. Il pilota rischiò il licenziamento, ma i militari ne rimasero così impressionati da stipulare un grande contratto con la Boeing per i KC-135. Altri grandi quadrimotori militari hanno eseguito tonneaux a botte, con l'Avro Vulcan numero di serie XA890 al salone di Farnborough del 1955. La manovra, impressionante con un aereo di queste dimensioni, è in realtà "dolce", e se correttamente eseguita, non provoca sollecitazioni alla cellula superiori a qualche decimo di g.
- Il governo cinese patrocinò lo sviluppo dello Shanghai Y-10 durante gli anni settanta, il quale era una copia del 707.
- Il 707 fu il protagonista del primo film della serie catastrofica di Airport.
- Il 707, in particolar modo il modello 320C della Trans World Airlines con insegne N374WA, fu il protagonista del film Il pirata dell'aria (in originale: Skyjacked).